# Don't Forget
Don't forget este albumul de debut al cântăreței americane Demi Lovato. A fost lansat pe 23 septembrie 2008, de casa de discuri Hollywood Records. Lovato a început să lucreze la acest album în septembrie 2007, în timpul filmărilor Camp Rock. Don't Forget prezintă în principal caracteristici pop rock, cu versuri care abordează diferite teme ale adolescenței.

## Lista pieselor
| Nr.             | Titlu                                | Autor(i)                                     | Producător(i)              | Lungime |  |
| 1.              | „La La Land”                         | Demi Lovato Joe Jonas Kevin Jonas Nick Jonas | John Fields Jonas Brothers | 3:16    |  |
| 2.              | „Get Back”                           | Demi Lovato Joe Jonas Kevin Jonas Nick Jonas | John Fields Jonas Brothers | 3:20    |  |
| 3.              | „Trainwreck”                         | Demi Lovato                                  | John Fields                | 3:17    |  |
| 4.              | „Party”                              | Demi Lovato John Fields Robert Schwartzman   | John Fields                | 3:53    |  |
| 5.              | „On the Line (feat. Jonas Brothers)” | Demi Lovato Joe Jonas Kevin Jonas Nick Jonas | John Fields Jonas Brothers | 3:26    |  |
| 6.              | „Don't Forget”                       | Demi Lovato Joe Jonas Kevin Jonas Nick Jonas | John Fields Jonas Brothers | 3:43    |  |
| 7.              | „Gonna Get Caught”                   | Demi Lovato Joe Jonas Kevin Jonas Nick Jonas | John Fields Jonas Brothers | 3:11    |  |
| 8.              | „Two Worlds Collide”                 | Demi Lovato Joe Jonas Kevin Jonas Nick Jonas | John Fields Jonas Brothers | 3:18    |  |
| 9.              | „The Middle”                         | Kara DioGuardi John Fields Jason Reeves      | John Fields                | 3:05    |  |
| 10.             | „Until You're Mine”                  | Adam Watts Andy Dodd                         | John Fields                | 3:31    |  |
| 11.             | „Believe In Me”                      | Demi Lovato John Fields Kara DioGuardi       | John Fields                | 3:42    |  |
| Lungime totală: | Lungime totală:                      | Lungime totală:                              | Lungime totală:            | 37:42   |  |

| Don't Forget – Deluxe edition (bonus tracks) |                                                   |                            |         |  |
| Nr.                                          | Titlu                                             | Producător(i)              | Lungime |  |
| 12.                                          | „Behind Enemy Lines”                              | John Fields Jonas Brothers | 2:50    |  |
| 13.                                          | „Lo Que Soy” (Versiunea în spaniolă „This is Me”) | Adam Watts Andy Dodd       | 3:28    |  |
| Lungime totală:                              | Lungime totală:                                   | Lungime totală:            | 44:00   |  |